# Аралик бурну
Аралик бурну или Аралъкбурну (на гръцки: Μύτικας, Митикас) е село в Република Гърция, разположено на територията на дем Гюмюрджина (Комотини), област Източна Македония и Тракия.

## География
Селото е разположено на южните склонове на Родопите.

## История
Според статистиката на професор Любомир Милетич в 1912 година в селото живеят 74 български патриаршистки семейства.
Според Патриарх Кирил към 1943 година в Аралик бурну (Аралък борун) живеят 35 помашки семейства със 137 жители-помаци.